# Ралука Ріпан
Ралука Ріпан (рум. Raluca Ripan; 27 червня 1894, Ясси — 5 грудня 1972, Клуж-Напока, Соціалістична Республіка Румунія) — румунський хімік, педагог, професор (з 1931) та ректор (у 1952—1957) Клузького університету. Перша жінка обрана членом Румунської академії (з 1948). Громадська діячка. Герой Соціалістичної праці Румунії (1971).

## Життєпис
Народилася в сім'ї чиновника Румунських залізниць. У 1919 році закінчила хімічний факультет Ясського університету. З 1920 року працювала в Клузькому університеті, з 1930 року — доцент факультету хімії, декан, професор (з 1931), ректор (1952—1957) Клузького університету.
З 1957 року — засновник і директор однієї з найпрестижніших дослідницьких установ у країні — Інституту хімії Академії СР Румунії в Клуж-Напоці, який, починаючи з 1994 року, носить її ім'я. 1922 року захистила кандидатську дисертацію в Університеті Клужа. Обиралася депутатом Великих національних зборів Румунії (1952—1957).
Ралука Ріпан померла в Клуж-Напока в 1972 році і похована на міському Хайонгардському кладовищі. «Інститут досліджень хімії імені Ралуки Ріпан» тепер є частиною Клузькому університеті. Професійно-технічна школа в Клуж-Напоці також носить її ім'я, як і національний конкурс з хімії для старшокласників.

## Наукова діяльність
Наукові роботи Ралукі Ріпан належать до аналітичної та неорганічної хімії. Досліджувала будову комплексних сполук та можливість їх застосування в аналітичних цілях.
Вчена — авторка кількох винаходів (у тому числі «Спосіб підвищення плавучості руд»). Розробила макро- та мікрохімічні методи визначення катіонів талію, свинцю та телуру, а також аніонів селенатної, селеноціанової та інших кислот.
Авторка підручників «Неорганічна хімія. Хімія металів» (1968—1969) та «Посібника до практичних робіт з неорганічної хімії. (Неметали)» (1961).

## Вибрані праці
- Chimie analitică calitativă. Semimicroanaliză (1954);
- Curs de chimie anorganică. Metaloizi (1954—1955);
- Manual de lucrări practice de chimie anorganică (1961, співавт.);
- Chimia metalelor (т.е. I, 1968) ; Chimia metalelor (2 т., 1969, співавт.);
- Tratat de chimie analitică (1973).

## Нагороди та визнання заслуг
- Герой Соціалістичної праці Румунії (1971)
- Член Румунської академії (з 1948)
- Почесний член Товариства промислової хімії (Франція)
- Член Німецького хімічного товариства
- Доктор honoris causa Університету Миколая Коперника (Торунь, Польща).